# Торре-Пачеко
Торре-Пачеко (ісп. Torre-Pacheco) — муніципалітет в Іспанії, у складі автономної спільноти Мурсія. Населення — 32 471 особа (2010).
Муніципалітет розташований на відстані близько 380 км на південний схід від Мадрида, 32 км на південний схід від Мурсії.
На території муніципалітету розташовані такі населені пункти: (дані про населення за 2010 рік)
- Бальсікас: 3043 особи
- Камачос: 174 особи
- Долорес: 2128 осіб
- Ортічуела: 592 особи
- Ояморена: 842 особи
- Хіменадо: 1212 осіб
- Лос-Мероньйос: 442 особи
- Рольдан: 5787 осіб
- Сан-Каєтано: 1102 особи
- Санта-Росалія: 155 осіб
- Торре-Пачеко: 16994 особи

## Демографія
Динаміка населення (INE ):

## Галерея зображень

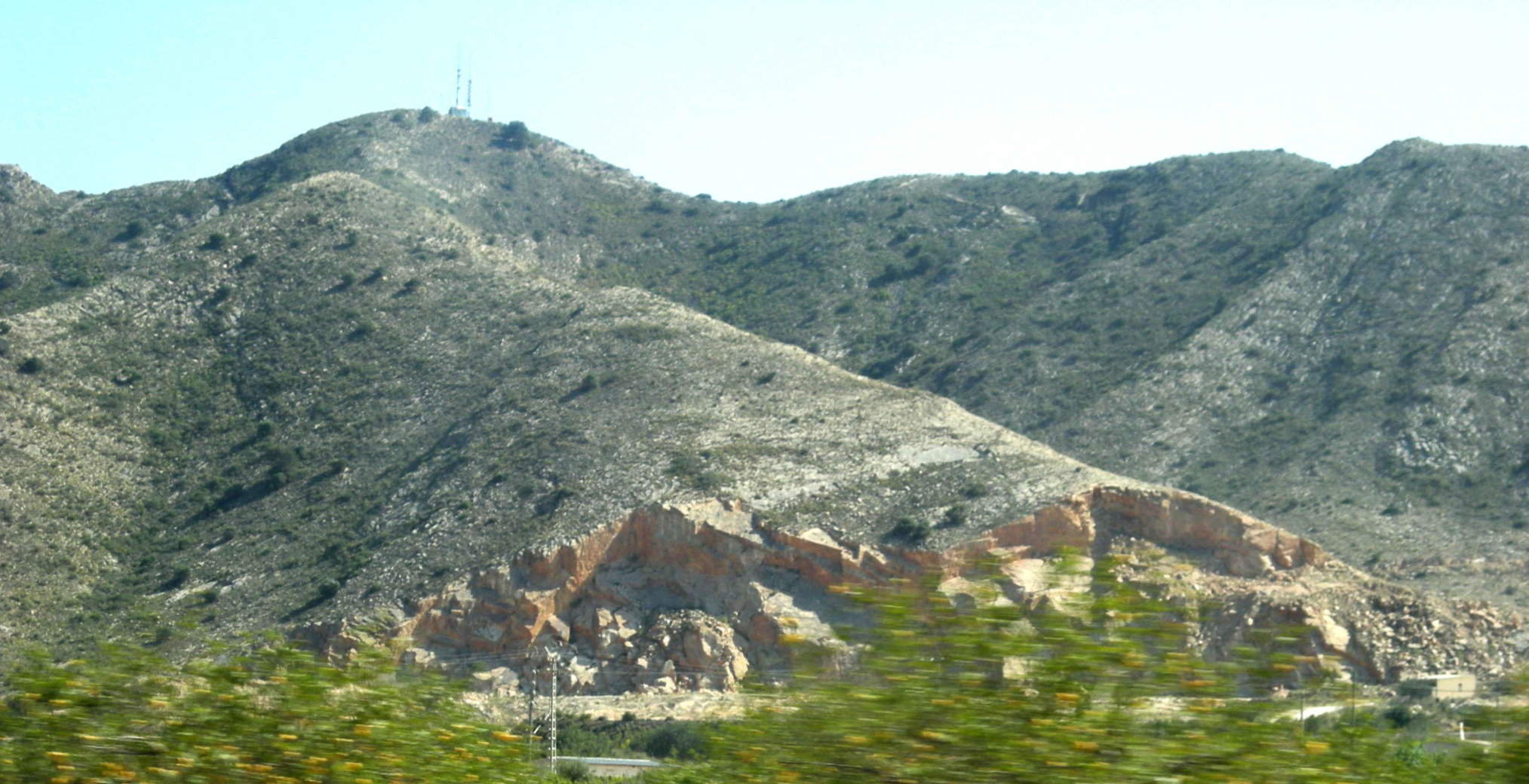
Гора Кабесо-Гордо
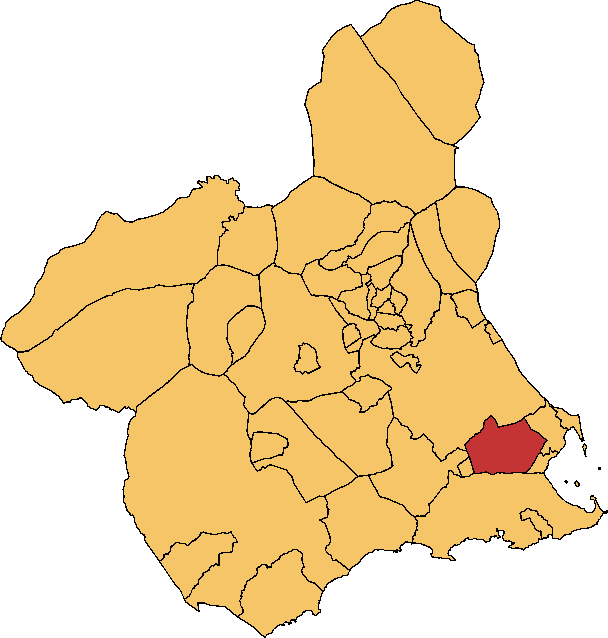
Розташування муніципалітету Торре-Пачеко у провінції Мурсія